# Byung-Hyun Kim

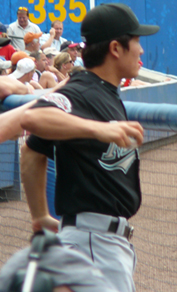
Imagem do ex jogador de beisebol sul-coreano Byung-Hyun Kim.

Byung-Hyun Kim é um ex-jogador profissional de beisebol sul-coreano.

## Carreira
Byung-Hyun Kim foi campeão da World Series 2001 jogando pelo Arizona Diamondbacks. Na série de partidas decisiva, sua equipe venceu o New York Yankees por 4 jogos a 3.